# Clube Amigos Disney
O Clube Amigos Disney foi um programa de televisão da RTP que estreou em 23 de Fevereiro de 1986, com apresentação de Júlio Isidro e de Manuela de Sousa Rama,  nas tardes de domingo.
O programa era baseado no programa americano "Clube do Mickey" mas era inovador em termos europeus. No programa foram apresentadas em estreia as séries Gummi Bears, Wuzzles, DuckTales, entre outras.
Uma das iniciativas do programa foi a escolha da Cinderela Portuguesa, cujo título foi para a cantora Dina Isabel.Outra cantora, Dora, foi uma das candidatas.
Em Fevereiro de 1987 realizou-se a viagem à Walt Disney World em Orlando (Estados Unidos), que contemplou cerca de duas centenas de crianças.
Júlio Isidro foi convidado pelo CEO da Disney, Michael Eisner, a ir a Paris apresentar o conceito do programa e tornou-se diretor criativo da Disney para a Europa.
O programa acabou por terminar em 2 de Julho de 1989, sendo substituído, no horário 17h00-19h00 de domingo, pelo programa "Jogos de Verão" e depois por alguns filmes e pela telenovela Ricardina e Marta.

## Ligações Externas
- IMDB

- Almanaque de Patópolis

- desenhosanimadospt